# Собутка (гміна)
Гміна Собутка (пол. Gmina Sobótka) — місько-сільська гміна у південно-західній Польщі. Належить до Вроцлавського повіту Нижньосілезького воєводства.
Станом на 31 грудня 2011 у гміні проживало 12769 осіб.

## Площа
Згідно з даними за 2007 рік площа гміни становила 135.35 км², у тому числі:
- орні землі: 68.00%
- ліси: 21.00%

Таким чином, площа гміни становить 12.13% площі повіту.

## Населення
Станом на 31 грудня 2011:
| Опис     | Загалом | Загалом | Чоловіки | Чоловіки | Жінки | Жінки |
| -------- | ------- | ------- | -------- | -------- | ----- | ----- |
| одиниця  | осіб    | %       | осіб     | %        | осіб  | %     |
| все      | 12769   | 100     | 6228     | 48.77    | 6541  | 51.23 |
| міське   | 7030    | 100     | 3340     | 47.51    | 3690  | 52.49 |
| сільське | 5739    | 100     | 2888     | 50.32    | 2851  | 49.68 |

## Сусідні гміни
Гміна Собутка межує з такими гмінами: Йорданув-Шльонський, Конти-Вроцлавські, Кобежице, Лаґевники, Марциновіце, Меткув.